# Церква Покладення Ризи Пресвятої Богородиці (Тернопіль)
Церква Положення Чесної Ризи Пресвятої Богородиці в Тернополі — парафія і храм Тернопільсько-Зборівської архієпархії УГКЦ в Тернополі (деканат м. Тернополя — Східний).

## Історія церкви
12 листопада 2017 року відбулося освячення хреста на місці майбутнього храму Положення Чесної Ризи Пресвятої Богородиці. Молитву в сквері на вулиці Текстильній, 2 очолив архієпископ і митрополит Василій (Семенюк), а участь у ній взяли близько 700 вірян.
18 жовтня 2020 року митрополит УГКЦ Тернопільсько-Зборівський Василій (Семенюк) освятив новозбудований храм.

## Парохи
- о. Роман Загородний (з 2018).